# کبوتر دم‌نواری
 کبوتر دم‌نواری (نام علمی: Patagioenas fasciata) نام یک گونه از سرده کبوتر میدانی آمریکایی است.